# Vivat! Huldigungsschriften am Weimarer Hof
Unter dem Titel Vivat! Huldigungsschriften am Weimarer Hof wurde vom  6. Februar 2010 bis 6. März 2011 im Renaissancesaal der Herzogin Anna Amalia Bibliothek in Weimar eine Ausstellung gezeigt, die besonders herausragende Stücke aus der Sammlung der Huldigungsschriften der Herzogin Anna Amalia Bibliothek vorstellte.

## Besondere Exponate
Zu den sechzig Exponaten gehörte u. a. eine Huldigungsschrift mit Glückwunsch-Arie auf den Geburtstag von Wilhelm Ernst, Herzog zu Sachsen-Weimar, die Johann Sebastian Bachs Vertonung als Autograph überliefert („Alles mit Gott und nichts ohn’ ihn“, BWV 1127). Ein besonders prächtiges Ausstellungsstück war eine Huldigungsschrift für Ernst-August II. von Sachsen-Weimar-Eisenach zu dessen Geburtstag am 2. Juni 1750. Der Text des Gothaer Fouriers Heinrich Carl Koenig wurde darin als reich illustrierte Handschrift auf Pergament präsentiert. Außerdem wurden auch gedruckte Huldigungsschriften von Johann Wolfgang Goethe, Friedrich Schiller und Christoph Martin Wieland gezeigt.

## Ausstellungskatalog
Zu der Ausstellung erschien ein umfangreicher, bebilderter Ausstellungskatalog (siehe Literatur). Er enthält neben einem Vorwort und einem einführenden Essay, mehrere wissenschaftliche Beiträge, zahlreiche bebilderte Katalogbeschreibungen, ein Literaturverzeichnis und ein Personenregister.